# Star Trek: Insurrection
Star Trek: Insurrection és una pel·lícula de ciència-ficció estatunidenca del 1998 dirigida per Jonathan Frakes. És la novena pel·lícula de la sèrie de pel·lícules Star Trek, i també la tercera protagonitzada pel repartiment de Star Trek: La nova generació, amb F. Murray Abraham, Donna Murphy i Anthony Zerbe en papers principals. A la pel·lícula, la tripulació de l'USS Enterprise-E es rebel·la contra el comandament de la Flota Estel·lar després de descobrir una conspiració amb una espècie coneguda com els Son'a per robar el pacífic planeta Ba'ku per les seves propietats rejovenidores.
Paramount Pictures va buscar un canvi de ritme després de Star Trek: First Contact (1996). Es va demanar a Michael Piller que escrivís el guió de la següent entrega, que es va crear a partir d'idees argumentals de Piller i el productor Rick Berman. Els primers esborranys de la història presentaven els romulans, i els Son'a i Ba'ku es van introduir al tercer esborrany. Després que Ira Steven Behr revisés el guió, Piller el va revisar i va afegir una subtrama que implicava un interès romàntic per Jean-Luc Picard. El final de la pel·lícula es va revisar encara més després de les proves de projecció. Els efectes especials que representaven l'espai exterior es van generar completament per ordinador, una novetat per a una pel·lícula de Star Trek. El poble Ba'ku es va construir completament al llac Sherwood, Califòrnia, però va patir danys meteorològics. Es van reutilitzar i restaurar els decorats de les sèries de televisió «Star Trek» Voyager i Deep Space Nine.
Després de la seva estrena als cinemes l'11 de desembre de 1998, Insurrection va recaptar 117,8 milions de dòlars a tot el món. Les respostes de la crítica a la pel·lícula van ser diverses; l'actuació de Patrick Stewart i la direcció de Jonathan Frakes van ser elogiades, mentre que altres crítics la van comparar amb un episodi extens de la sèrie de televisió. Insurrection va ser nominada tant a un Premi Saturn com a un Premi Hugo, però l'únic premi que va rebre va ser un Premi Young Artist per a Michael Welch. Va ser seguit per Star Trek: Nemesis el 2002.

## Argument
La pel·lícula se situa l'any 2375. El tinent comandant Data, un androide, és transferit temporalment a una missió encoberta d'observació del poble pacífic Ba'ku. De sobte, presenta un mal funcionament i revela la presència de la força conjunta Federació-Son'a que observa els Ba'ku. L'almirall Matthew Dougherty contacta amb l'USS Enterprise-E per obtenir els esquemes de Data amb finalitats de recuperació, però afirma rotundament que la presència de l'«Enterprise» no és necessària. El capità Jean-Luc Picard ignora les ordres i agafa l'Enterprise per recuperar Data. Després de recuperar i reparar Data amb èxit, Picard sospita quan Dougherty insisteix que l'Enterprise ja no és necessària i ordena que s'investigui el mal funcionament de Data.
La tripulació descobreix que els Ba'ku són tecnològicament avançats amb capacitats de curvatura, però han rebutjat l'ús de la tecnologia per a vides més senzilles. A causa de les "partícules metafàsiques" úniques que emanen dels anells del planeta, els habitants són pràcticament immortals. En canvi, els aliats de la Federació, els Son'a, són una raça decrèpita que confia en la tecnologia mèdica per retardar la mort; la cirurgia estètica excessiva els dóna un aspecte momificat. La tripulació de l' "Enterprise" experimenta els efectes de rejoveniment del planeta: el tinent comandant Geordi La Forge ja pot veure sense implants oculars, el tinent comandant Worf experimenta símptomes de pubertat, el comandant William Riker i la consellera Deanna Troi reactiven la seva relació abandonada fa temps, i Picard desenvolupa una relació romàntica amb Anij, una dona Ba'ku.
Data i Picard descobreixen una nau de la Federació submergida i camuflada que conté una holocoberta gegantina que recrea el poble Ba'ku. El mal funcionament de Data va sorgir d'un atac dels Son'a, resultat del descobriment accidental de la seva nau. Picard s'enfronta a Dougherty i s'assabenta que els alts oficials de la Federació van conspirar amb els Son'a per traslladar els Ba'ku a un altre planeta de manera enganyosa, permetent que les partícules es recol·lectessin massivament (enverinant el planeta en el procés). Aleshores, Dougherty ordena a l' "Enterprise" que marxi. Picard replica desafiantment que els beneficis mèdics de les partícules no justifiquen els plans de Dougherty per als Ba'ku i que violen la Primera Directiva de la Flota Estel·lar.
Picard i alguns tripulants ajuden els Ba'ku a escapar del segrest mentre Riker mou l' "Enterprise" a un rang de transmissió per comunicar la violació a la Flota Estel·lar. Els Son'a llançan sondes robòtiques per localitzar i capturar els Ba'ku que fugen. El líder dels Son'a, Ahdar Ru'afo, convenç Dougherty perquè permeti que dues naus Son'a ataquin l' Enterprise, però l' Enterprise escapa. El seu pla va ser descobert i Ru'afo insisteix a recollir immediatament la font de radiació. Picard, Anij i diversos Ba'ku són transportats com a presoners a la nau Son'a. La Dra. Beverly Crusher descobreix que els Son'a i els Ba'ku són de la mateixa raça. Picard llavors informa a Dougherty que els Son'a són una facció escindida dels Ba'ku que van abandonar la seva existència bucòlica un segle abans i van abraçar la tecnologia. El seu intent de prendre el poder va fracassar i els ancians Ba'ku els van exiliar del planeta, negant-los els efectes rejovenidors dels anells. Els Son'a van desenvolupar un mitjà artificialment imperfecte per allargar les seves vides a costa de la desfiguració i ara busquen venjança. Ru'afo mata Dougherty després que aquest incompleixi el seu pla i es mou per completar la col·lecció.
Mentre Picard es prepara per a l'execució, convenç la desil·lusionada Son'a Gallatin perquè l'ajudi a aturar Ru'afo. Picard idea una estratagema per transportar Ru'afo i la seva tripulació del pont a l'holonau i desactivar la recol·lectora. Ru'afo descobreix l'engany i es transporta a la nau recol·lectora per reiniciar manualment el procés. Picard el segueix i configura l'autodestrucció de la recol·lectora, matant Ru'afo just quan l' "Enterprise" rescata Picard. Els Son'a restants són perdonats i benvinguts pels Ba'ku. Picard organitza una reunió entre Gallatin i la seva mare Ba'ku per agrair-li la seva ajuda. La tripulació es pren un moment per gaudir del seu jo rejovenit abans de tornar a la seva missió anterior.

## Repartiment
- Patrick Stewart com a capità Jean-Luc Picard
- Jonathan Frakes com a comandant William T. Riker
- Brent Spiner com a tinent comandant Data
- LeVar Burton com a tinent comandant Geordi La Forge
- Michael Dorn com a tinent comandant Worf
- Gates McFadden com a doctora Beverly Crusher
- Marina Sirtis com a consellera Deanna Troi
- F. Murray Abraham com a Ru'afo, el comandant de la Son'a.
- Donna Murphy com a Anij, una dona Ba'ku.
- Anthony Zerbe com a vicealmirall Dougherty.
- Gregg Henry com a Gallatin, membre de la tripulació de la Son'a i segon al comandament de Ru'afo.
- Daniel Hugh Kelly com a Sojef, un home Ba'ku.
- Michael Welch com a Artim, fill de Sojef.
- Mark Deakins com a Tournel, un jove home Ba'ku.
- Stephanie Niznik com a alferes Perim.

Patrick Stewart pensava que la primera pel·lícula de La nova generació, Star Trek: Generations, s'assemblava massa a un episodi de televisió, però pensava que el seu personatge, el capità Jean-Luc Picard, havia estat redefinit com un «heroi de cinema» a Star Trek: First Contact. Li preocupava que a la nova pel·lícula el personatge tornés al que es veia a la sèrie de televisió. Michael Piller va dir que per ser un heroi, Picard "hauria d'actuar amb una mentalitat moral i ètica, i defensar principis que siguin importants per a [la humanitat]". Stewart va quedar més tard satisfet amb la subtrama romàntica de la pel·lícula, qualificant-la d'"encantadora" i dient que "se sentia molt bé al respecte". Va pensar que la pel·lícula tenia un to més lleuger que les anteriors, i va dir: "Mostra el nostre equip divertint-se una mica més del que normalment els veiem". A Stewart li va decebre que una escena en què Picard i Anij es besen fos tallada de la versió final de la pel·lícula, dient que "Va ser una decisió de l'estudi, però encara una mica inexplicable per a mi, ja que crec que el públic esperava algun tipus de culminació romàntica de la relació, cosa que va succeir i va ser extremadament agradable." Stewart va rebre un crèdit de productor a la pel·lícula.

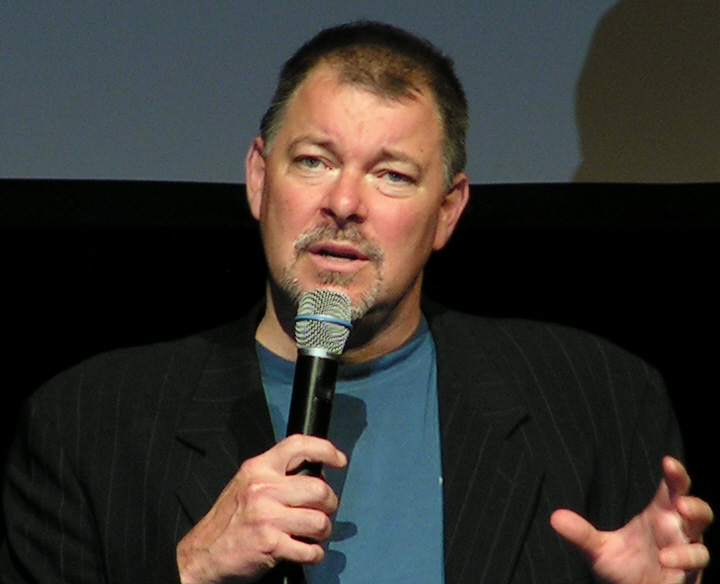
Star Trek: Insurrection és la segona pel·lícula Star Trek dirigida per Jonathan Frakes.

Jonathan Frakes va aparèixer com el comandant William Riker, i com amb "First Contact", va dirigir el projecte. Brent Spiner interpreta el tinent comandant Data, demanant que el personatge sigui assassinat a "Insurrection" per por a l'envelliment en el paper. La seva còpia del guió venia amb una nota de l'equip de producció que deia: "Ho sento, et mato més tard". L'escena submarina va requerir que Spiner portés maquillatge addicional per fer-la impermeable. LeVar Burton va repetir el seu paper de tinent comandant Geordi La Forge; Un mes abans de l'estrena d'"Insurrection", va aparèixer com a convidat a l'episodi de "Star Trek: Voyager" "Timeless".
Michael Dorn va tornar com a tinent comandant Worf, després d'haver-lo interpretat a "Deep Space Nine" des del 1995. Reprenent el seu paper de doctora Beverly Crusher, Gates McFadden va dir que "Rodar Star Trek i que em paguin per fer-ho és fantàstic. Però el que realment m'ha canviat més la vida és viatjar i... ser una petita part d'aquesta enorme mitologia que ha canviat la vida de la gent, en molts sentits per a millor". Marina Sirtis va tornar a aparèixer com a consellera Deanna Troy. Va tenir una opinió positiva de la pel·lícula, dient que "fa onze anys que hi participem, hem fet 179 episodis, tres pel·lícules, i encara hi ha sorpreses. Hi ha més capes en aquesta pel·lícula, no és tan blanc o negre. Es remunta a molt del que sentia Gene Roddenberry sobre 'Star Trek'; crec que estarà molt content allà dalt quan vegi aquesta pel·lícula".
Abans del procés de càsting, no s'havia considerat cap actor per als papers de la líder Son'a, la dona Ba'ku i l'almirall de la Flota Estel·lar. El líder Son'a, Ahdar Ru'afo, va ser interpretat per F. Murray Abraham, que va guanyar un Premi Oscar per la seva actuació a Amadeus. A Abraham li van donar el paper sense audició. Abraham va dir de la franquícia: "Jo ja era allà quan la sèrie es va emetre per primera vegada a la televisió i va ser molt divertit". Va elogiar el seu maquillatge i les seves pròtesis, dient: "La idea que pots ser algú altre darrere de la màscara és una sensació extraordinària; és molt primitiu i misteriós. S'obre una bretxa en algun lloc del cervell i fomenta la salvatgia. Em va fer quedar bocabadat amb el paisatge". Estava especialment content de treballar amb Patrick Stewart.
Donna Murphy va interpretar Anij, la dona Ba'ku, que és l'interès amorós de Picard. Vuitanta actrius van fer l'audició per al paper, que va ser atorgat a Murphy, que anteriorment havia guanyat dos Premis Tony pels seus papers als musicals de Broadway Passion i The King and I. Murphy era una de les favorites de Frakes i els productors que, després de les audicions, només va veure un petit nombre d'actrius més. Va dir sobre el paper: "Sento un gran honor i responsabilitat de formar part d'aquesta pel·lícula, perquè sé que el públic de Star Trek té tanta devoció i afecte per aquests personatges ricament dibuixats".

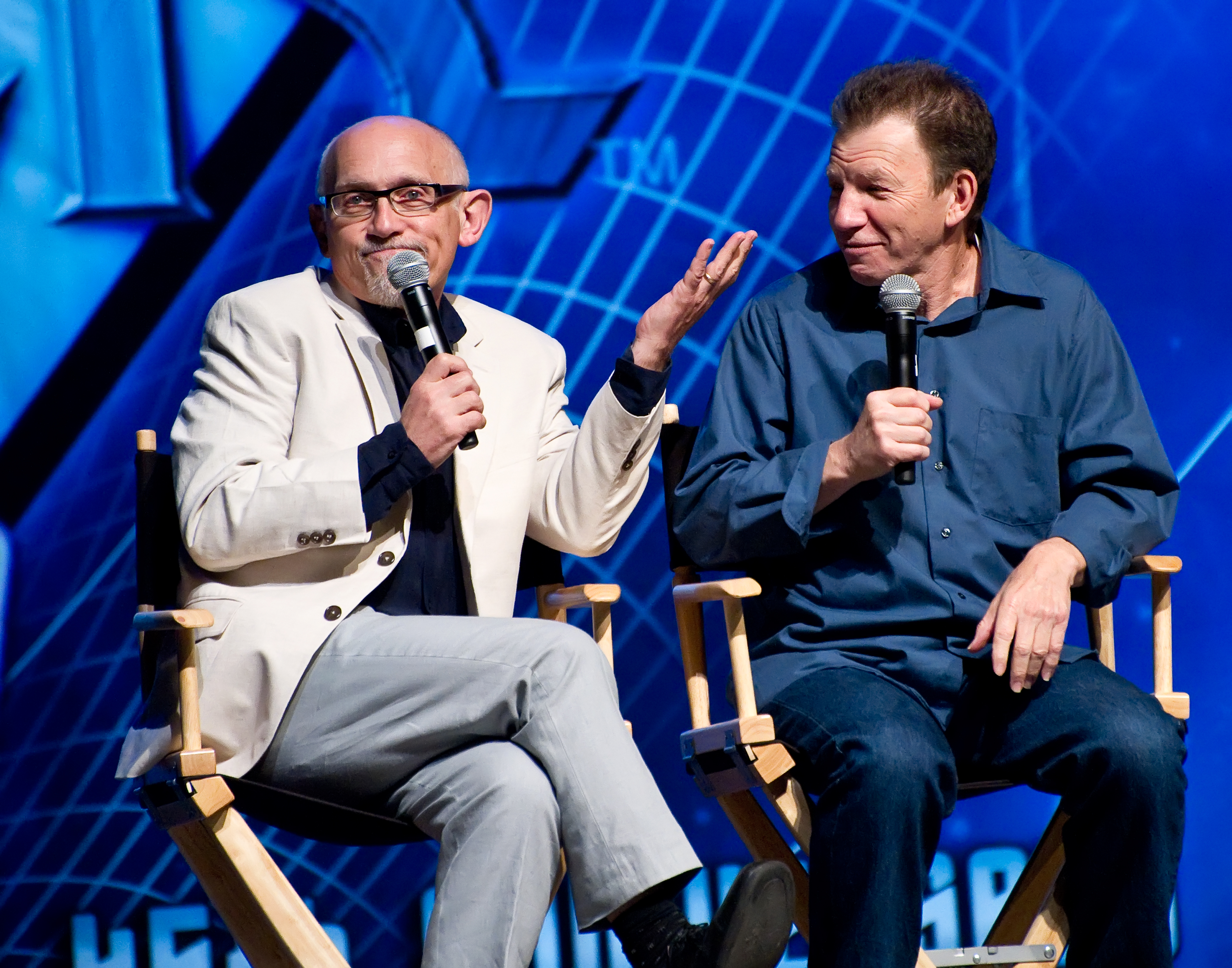
Les escenes filmades amb Armin Shimerman i Max Grodénchik van ser eliminades de la versió final de la pel·lícula.

Anthony Zerbe originalment va fer una audició per al paper de Ru'afo, i va ser considerat la millor opció. Tanmateix, l'equip de producció va decidir contractar-lo per al paper de l'almirall Matthew Dougherty. Durant l'audició de Zerbe, en comptes de llegir els versos proporcionats, va recitar L'Infern de Dante abans de passar directament al guió. Frakes i els productors van decidir per unanimitat atorgar-li el paper de Dougherty. En els papers més petits de la pel·lícula, Stephanie Niznik va interpretar l'alferes Kell Perim i Daniel Hugh Kelly va aparèixer com a Sojef. Gregg Henry va aparèixer com a Gallatin, i Michael Welch, de 10 anys, va interpretar Artim, el nen Ba'ku. Michael Horton va tornar com l'oficial tàctic que va interpretar a First Contact; el seu personatge es deia tinent Daniels a la pel·lícula.Tom Morello, guitarrista de Rage Against the Machine i Audioslave va interpretar un guerrer Son'a. El règim de maquillatge de Morello va començar a les 5 del matí, hora en què va dir que normalment "tornaria a ficar-se dins del meu taüt".
Diversos dels actors de la pel·lícula havien aparegut anteriorment a la franquícia Star Trek. Bruce French, que va interpretar l'oficial número 1 de Son'a, va aparèixer com a Sabin Genestra a l'episodi "El timbal" i com a doctor Ocampa a l'episodi pilot de Voyager. L'oficial número 3 de Son'a va ser interpretat per Joseph Ruskin, que va aparèixer en quatre episodis de la franquícia "Star Trek": l'episodi "La timba de Triskelion de "La sèrie original", els episodis "Improbable Cause" i "Looking for par'Mach in All the Wrong Places" de "Deep Space Nine" i l'episodi "Gravity" de "Voyager". McKenzie Westmore, filla del supervisor de maquillatge Michael Westmore, va interpretar una dona Ba'ku. Anteriorment va aparèixer de petita a l'episodi de la primera temporada de La nova generació "Quan es trenca la branca" i com a alferes Jenkins a l'episodi de Voyager "Warhead". Algunes escenes tallades de la pel·lícula haurien inclòs dos dels actors que van interpretar ferengis a Deep Space Nine: Max Grodénchik, més conegut com a Rom, havia d'aparèixer com a Trill a l'escena de la biblioteca. Armin Shimerman va filmar una escena en el seu paper de Quark, en la qual intenta establir multipropietats al planeta Ba'ku al final de la pel·lícula.

## Producció

### Desenvolupament i guió
Després de l'èxit de "First Contact", Paramount Pictures volia un canvi de ritme per donar a la següent pel·lícula un to més lleuger. Com que "Star Trek 4: Missió salvar la terra" té un to lleuger, però va ser la més reeixida de totes les pel·lícules de "Star Trek" a taquilla fins aleshores, Paramount va raonar que aquest èxit es podria repetir amb la nova pel·lícula. Es va demanar a Michael Piller que escrivís el guió, i va acceptar el càrrec. Piller volia escapar del development hell on estaven atrapats els seus altres projectes. Volia donar a la tripulació un sentiment de família, amb una història amb connotacions de la novel·la de Joseph Conrad El cor de les tenebres. Rick Berman volia veure Picard emprendre una missió de rescat de manera similar a la pel·lícula de 1937, The Prisoner of Zenda. Berman també va originar la idea de segrestar Picard i substituir-lo per un impostor modificat quirúrgicament. Piller dubtava de la idea de Berman, argumentant que el públic no voldria veure una pel·lícula sencera en què Picard no fos el protagonista; el personatge s'assemblaria a Patrick Stewart, però seria diferent. Una altra idea de Berman hauria vist el retorn de Lore, vist per última vegada a l'episodi "Atac", en una pel·lícula que es va descriure com a similar en to a Star Trek 2: La còlera del Khan.
Piller inicialment va pensar a escriure una història tipus font de l'eterna joventut, i més tard va dir: "Tothom està consumit per imatges de joventut. Hi ha anuncis, cirurgia plàstica... la nostra cultura sembla obsessionada amb la joventut". Va anomenar el tractament inicial "Heart of Lightness". El primer esborrany de Piller per a la pel·lícula es va titular Star Trek: Stardust, extret de la cançó de 1927 "Stardust" de Hoagy Carmichael després d'escoltar la versió de Nat King Cole a la ràdio. El tractament presentava Picard dimitint de la Flota Estel·lar després de ser enviat a recuperar una població i el seu poder donant joves, i portar-los a un govern alienígena, i incloïa una traïció per part del col·lega rebel de Picard. L'esborrany va passar per diverses versions i només va quedar la missió de la tripulació i la Briar Patch, que porta el nom de la zona de les històries de Br'er Rabbit. Berman va suggerir que Data es convertís en el membre renegat de la tripulació amb qui Picard havia de tractar. L'argument era similar a l'episodi de "La nova generació" "Cap a casa", ja que un poble estava sent traslladat mitjançant l'ús d'una holocoberta. L'ús d'una visió oculta per observar cultures ja s'havia utilitzat anteriorment a l'episodi "Qui vigila als vigilants?".
En un esborrany, Picard mata Data al principi de la pel·lícula, i l'androide ressuscita més tard per ajudar el capità al final. Els dos primers esborranys presentaven els romulans com a antagonistes, ja que mai havien aparegut de manera destacada en una pel·lícula de "Star Trek". El segon esborrany va ser vist per Jonathan Dolgen a l'estudi; Dolgen no estava content i Patrick Stewart va pensar que només hauria estat adequat per a un episodi de televisió. En el tercer esborrany, els Son'a van ser presentats com els fills dels Ba'ku i la raça alienígena que volia saquejar el planeta. Aquesta versió també incloïa les subtrames de la tripulació, com ara el romanç Troi-Riker i la regeneració dels ulls de La Forge. Stewart, a qui li preocupava que la pel·lícula fos un pas enrere en l'abast del "First Contact", va ser consultat sobre els tractaments.

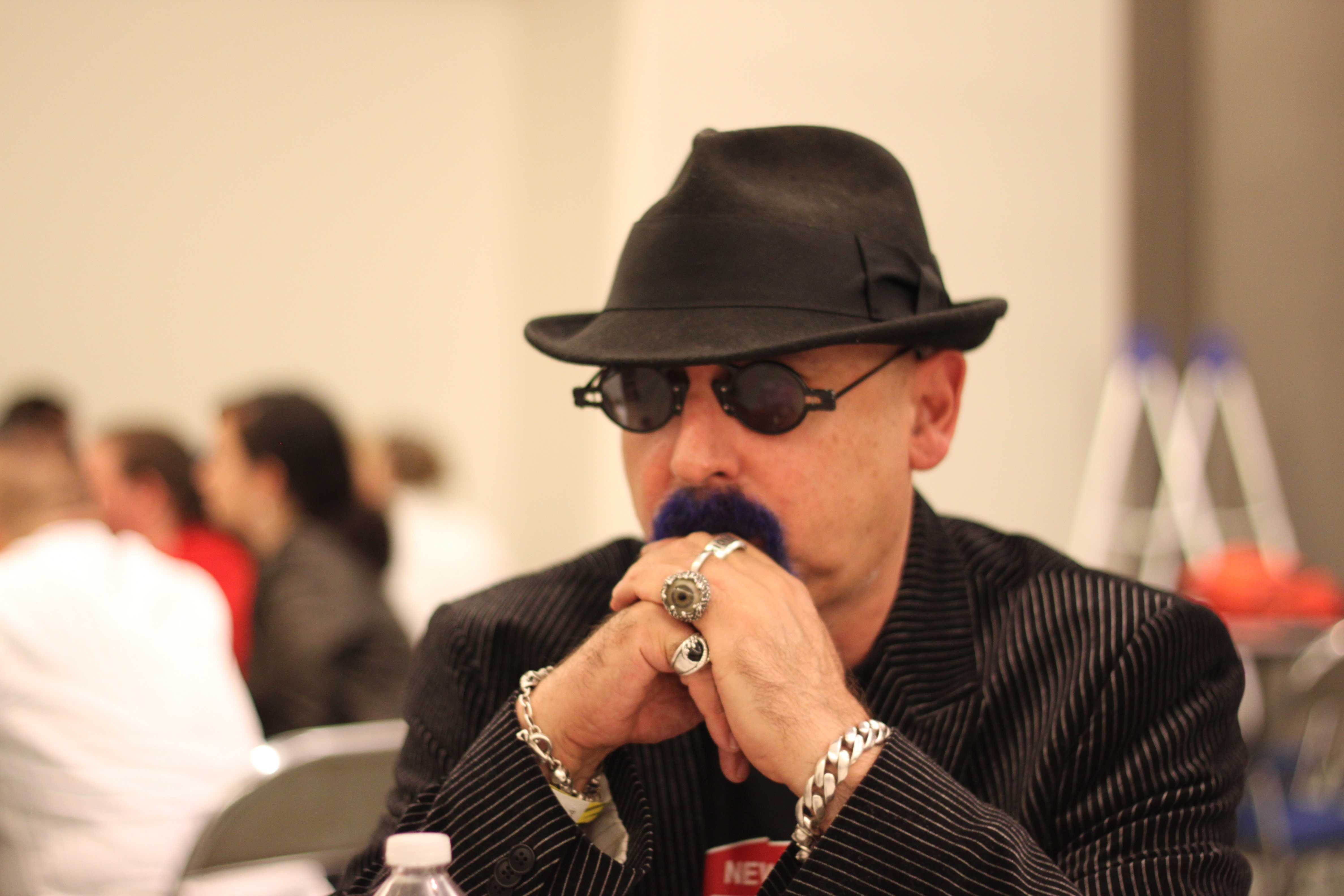
Ira Steven Behr (a la foto) va revisar el primer guió a petició de Michael Piller.

Piller va esborrar la primera versió del guió i va demanar a Ira Steven Behr, productor executiu de Star Trek: Deep Space Nine, que el revisés. Behr va ser crític amb el guió, descrivint els Son'a com a "tigres de paper". Piller va dir que "Sabia que tenia raó. No hi ha dubte que el primer esborrany intentava explicar dues històries, i això és massa per a una pel·lícula." Piller va tornar a redactar el guió, afegint una subtrama romàntica per a Picard en la forma d'Anij, una dona Ba'ku. Va afegir gravetat als Son'a per fer-los més amenaçadors, i el final es va canviar per incloure un enorme nau col·leccionista Son'a i un enfrontament entre Picard i Ru'afo a bord del vaixell. Posteriorment, es va filtrar una versió del guió a Internet. Al mateix temps, Piller i Berman estaven explorant títols per a la pel·lícula, incloent-hi Prime Directive, The Directive, The Resignation, The Enemy Within, Breach of Promise, Dereliction of Duty i Apostasy, perquè, segons van raonar, no podien presentar-la a l'estudi amb el títol de Stardust. No es van poder decidir per un títol, així que el van presentar com a Star Trek IX.
L'estudi va quedar satisfet amb la versió posterior del guió de Behr, que va ser la primera versió del guió que van veure, havent vist anteriorment només tractaments previs al guió. En un memoràndum a Piller, es va descriure com "fàcilment la història de Star Trek més divertida i sexy fins ara". Van donar a Piller una sèrie d'instruccions, incloent-hi una sol·licitud per a una resolució del romanç de Troi i Riker i que el personatge de Reginald Barclay fos substituït per papers ampliats, ja sigui per a Beverly Crusher, Worf o un personatge nou.
Patrick Stewart va demanar un canvi al guió per tal que la tripulació defensés el poble Ba'ku a la manera del setge d'El Álamo en lloc de fugir a les muntanyes. Piller no va trobar una manera factible d'incloure això al guió, i el pressupost va descartar la creació d'estructures semblants a les d'El Álamo a les muntanyes. Es van considerar diversos títols per a la pel·lícula a mesura que s'acostava el rodatge. Star Trek: Where Time Stands Still, Star Trek: Forever i Star Trek: Beyond Paradise van ser considerats però van ser rebutjats. El favorit de Piller era Star Trek: Sacred Honor, però l'estudi el va rebutjar, perquè els preocupava que sonés massa religiós. Quan va començar el rodatge, la pel·lícula encara es deia Star Trek IX.
La versió final del guió es va distribuir al repartiment, però Patrick Stewart no en va rebre cap còpia. A Berman li preocupava que si algú hi tenia algun problema, trucaria a Stewart per queixar-se, i semblaria que Stewart quedava fora perquè havia criticat la història. LeVar Burton va trucar a Stewart per lloar el guió. A Stewart li van enviar una còpia i li van demanar una reunió per discutir els canvis. Piller temia el pitjor, però després d'una reunió de vint minuts amb Stewart, que va sol·licitar diversos canvis de diàleg, el guió es va finalitzar. Durant la preproducció, el departament de màrqueting volia decidir un títol, preferint "Star Trek: Revolution". Alan Spencer, un amic de Piller, va suggerir Insurrection, que va ser seleccionada entre Insurrection, Rebellion, High Treason i Act of Treason.
Després de completar el rodatge, es van fer proves de projecció, i l'equip de producció es va adonar d'un problema amb el final. Al final original, Ru'afo és expulsat a l'espai des de la nau col·lectora Son'a i envelleix ràpidament mentre sura entre els anells del planeta Ba'ku. Els membres del públic de prova van trobar aquest clímax decebedor, i alguns ni tan sols estaven segurs que Ru'afo hagués mort. El final revisat va veure l' "Enterprise" atacant a l'últim moment per salvar Picard mentre la nau col·leccionista explota amb Ru'afo a bord. A l'estudi li va agradar el nou final, però volia una batalla espacial més gran. L'equip de producció va estar-hi d'acord, sempre que poguessin ajornar el llançament per tenir prou temps per a això. Com que l'estudi volia que "Insurrection" s'estrenés a temps per Nadal, no es van fer més revisions al final.
Piller acceptaria escriure un llibre sobre la realització d' "Insurrection" i el procés d'escriptura de Pocket Books. Van contractar Eric A. Stillwell com a mecanògraf i assistent de recerca de Piller (també era l'assistent executiu i coordinador de guions de Piller). El llibre, però, no es va publicar, i es va al·legar que Paramount Pictures el va suprimir a causa de la seva representació del procés de desenvolupament. Després de la mort de Piller el 2005, el llibre, titulat «Fade In», es va publicar gratuïtament a Internet.

### Vestuari i maquillatge
El supervisor de maquillatge Michael Westmore tenia com a objectiu crear un aspecte per als Son'a que no fos exagerat. Va consultar diversos escultors; Dean Jones, que formava part de l'equip de producció de Star Trek: Deep Space Nine, va crear l'aspecte. Les pròtesis de Ru'afo consistien en capes superposades que s'estenien sobre el cap d'Abraham. Westmore va dir que les pròtesis d'Abraham eren "com una goma elàstica, F. Murray Abraham podia girar el cap i la pell semblava translúcida. Era tan fina, i les capes s'estiraven les unes de les altres". Els altres dos extraterrestres de les naus Son'a també tenien dissenys de maquillatge protèsic específics creats. L'aspecte del Tarlac es basava en la pell de rèptil, mentre que l'Ellora només requeria pròtesis de nas i front.
La pel·lícula també va donar al dissenyador de vestuari Robert Blackman l'oportunitat d'abordar problemes amb els uniformes de la Flota Estel·lar, que Blackman havia canviat en diverses ocasions durant La nova generació. Els uniformes van aparèixer per primera vegada a l'episodi "Sol entre nosaltres", i es basaven en els dissenys del segle XVIII per a la Royal Navy. Per a Insurrection, Blackman inicialment va pensar a crear un uniforme amb jaquetes curtes en blau, vermell i daurat, cosa que més tard va dir que "no era una bona idea". El seu disseny final va minimitzar l'ús de colors específics de la divisió. Blackman va dir: "Sigui com sigui, el blanc sobre negre té un aspecte formal". Sanja Milkovic Hayes va crear la resta de vestuari nou per a la pel·lícula. Va evitar que els Ba'ku semblessin massa eixerits i va utilitzar material fet de fibra de cel·lulosa creat específicament per a "Insurrection". Va dir que era orgànic i que simplement estava cuit i després enganxat. Els vestits de Son'a estaven fets de capes de vellut aixafat i tires de metall. Els vestits femenins estaven fets de làtex; Hayes volia que semblessin "sexis, però no vulgars" i va descriure els conjunts com a "molt conservadors".

### Disseny i efectes visuals
Insurrection va ser la primera pel·lícula de Star Trek amb efectes espacials produïts completament amb imatges generades per ordinador (CGI). Tot i que s'havia utilitzat CGI per a efectes específics des de Star Trek 2: La còlera del Khan; Insurrection va ser la primera pel·lícula de Star Trek que es va fer sense utilitzar models físics de naus espacials. Santa Barbara Studios va produir els efectes, que incloïen models de naus espacials CGI. La textura del model de l'Enterprise-E es va crear a partir d'una sèrie de fotografies de primer pla del model Enterprise que s'havia utilitzat a First Contact. Els efectes basats en planetes, com ara el foc del faser, els efectes del transportador i els drons Son'a van ser creats per Blue Sky Studios. Peter Lauritson va ser el coproductor de la postproducció.
Herman Zimmerman va ser el dissenyador de producció i va tenir tres mesos per dissenyar i construir 55 decorats complets per a la pel·lícula, divuit més dels utilitzats a la pel·lícula anterior de la sèrie. Zimmerman va dir que era "probablement l'escenari més gran que hem construït per a una pel·lícula de Star Trek des de la primera, quan tot era nou de trinca". El poble de Ba'ku es va construir a escala real al llac Sherwood, Califòrnia, amb dissenys arquitectònics que combinaven estils tailandès, balinès i polinesi. El poble incloïa una fleca, una granja amb un sistema de reg complet, un ajuntament i una plaça que es coneixia com la "rotonda". El rodatge va durar sis setmanes. Els edificis incloïen seccions construïdes amb styrofoam, que es van retallar mitjançant tècniques de disseny assistit per ordinador i fabricació assistida per ordinador.
Aquests estaven coberts amb una capa dura per fer que semblés que estaven fets de pedra, però no estaven impermeables. El decorat va patir danys per aigua després de les pluges rècord durant la primavera de 1998. L'escuma es va deformar a mesura que s'assecava al sol, cosa que va provocar retards en el rodatge mentre es feien les reparacions.

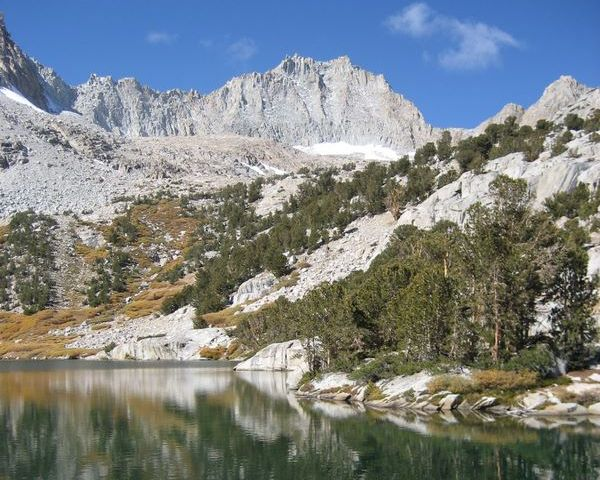
La Sierra Nevada representava les muntanyes de Ba'ku.

Els decorats construïts per al seu ús a Star Trek: Voyager es van remodelar per aparèixer com l'Enterprise-E a Insurrection; les estances de la capitana Janeway es van convertir en els de Picard, la sala d'informació de la Voyager es va convertir en les estances de Riker, i una part del conjunt d'enginyeria de la Voyager es va convertir en la biblioteca de l' Enterprise. L'interior de la nau d'exploració pilotada per Data era originalment la cabina de la llançadora de la Voyager, mentre que l'interior de la llançadora Enterprise utilitzava el conjunt d'interiors d'un runabout de Star Trek: Deep Space Nine. El rodatge va començar el 31 de març de 1998 i va concloure el 2 de juliol. Segons Frakes, la meitat del temps de rodatge es va passar en exteriors. Les escenes en què la tripulació de l' "Enterprise" i els Ba'ku es refugien a les muntanyes es van rodar en exteriors sobre el llac Sabrina a la Sierra Nevada en llocs als quals només es podia arribar amb helicòpter. La ubicació era a uns 3.000 metres sobre el nivell del mar, i un metge estava a l'espera amb oxigen si el repartiment o l'equip ho necessitaven.
Després del rodatge, es van afegir parts dels decorats interiors de les naus So'na mitjançant CGI. L'escenari 15 del solar de la Paramount es va utilitzar per a l'escena culminant entre Picard i Ru'afo. A causa dels perills del decorat de quatre pisos semblant a una bastida, els actors estaven units per cables de seguretat en tot moment. El tanc B de la Paramount, que es va utilitzar per representar la badia de San Francisco a Star Trek 4: Missió salvar la Terra, es va utilitzar per rodar imatges de Picard, Data i Anij al llac Ba'ku. Per a una escena en què Data camina pel llit d'un llac, el propi tricorder de l'actor es va cobrir amb plàstic per fer-lo hermètic.

### Música
La banda sonora d' "Insurrection" va ser composta per Jerry Goldsmith; la seva quarta banda sonora per a la franquícia. Goldsmith va continuar utilitzant els temes de marxa i klíngon escrits per a "Star Trek: La pel·lícula" el 1979, afegint-hi nous temes i variacions. "Insurrection" comença amb la fanfàrria d'Alexander Courage de la sèrie original, que introdueix un motiu de sis notes utilitzat en moltes de les seqüències d'acció de la pel·lícula. Els Ba'ku tenen una partitura pastoral amb arpes repetitives, seccions de corda i un solo de vent. La capacitat dels Ba'ku per alentir el temps s'acompanyava d'una variació d'aquesta música.
Goldsmith va utilitzar ràpides ràfegues de música de metalls per acompanyar les seqüències de naus estel·lars. Per a les escenes en què els observadors observen el Ba'ku sense ser vists, Goldsmith va utilitzar un "tema d'espionatge" que s'assembla al seu tema de conspiració de Capricorn u. Compost per un piano, percussió de timbals i metalls, el tema creix fins que és interromput pel tema d'acció quan Data obre foc. Goldsmith no va escriure un motiu per als Son'a, però va compondre la seqüència d'acció sense designar els Son'a com a antagonistes, suggerint la revelació de la pel·lícula que el Son'a i el Ba'ku estan relacionats. El clímax de la pel·lícula està compost per un tema d'acció, que s'equilibra amb música de "sensació de meravella" similar a les pistes de La pel·lícula.
Una escena de la pel·lícula mostra Patrick Stewart i Brent Spiner dirigint un duet de "A British Tar" de l'òpera còmica de Gilbert i Sullivan H.M.S. Pinafore. Això va substituir la idea original de Picard i Data recitant escenes de l'obra de Shakespeare El rei Lear. Stewart havia suggerit que cantessin "Three Little Maids from School Are We" de The Mikado, però els productors van qualificar-ho de "massa vulgar". Stewart i Spiner ja havien cantat junts a l'àlbum de Spiner de 1991 Ol' Yellow Eyes Is Back.
El 2013, GNP Crescendo Records va reeditar la banda sonora de la pel·lícula com una edició de col·leccionista ampliada [GNPD 8082], amb cançons inèdites de Goldsmith més quatre cançons addicionals.

## Recepció

### Llançament
L'estrena mundial d'"Insurrection" va donar el tret de sortida al festival de cinema CineVegas de 1998. Va  tenir l'estrena general als Estats Units i Canadà l'11 de desembre de 1998. La pel·lícula va recaptar 22,4 milions de dòlars durant el cap de setmana d'estrena; la major quantitat de qualsevol pel·lícula durant aquell període. Va tenir una mitjana total de 8.417 dòlars per localització en 2.620 cinemes, però no va arribar als ingressos del cap de setmana d'estrena de "First Contact" i "Generations", que van ser de 30,7 i 23,1 milions de dòlars respectivament.
Insurrection va ser la pel·lícula més taquillera durant la primera setmana del seu llançament als Estats Units, superant A Bug's Life, i va romandre entre les deu primeres durant tres setmanes més. Durant la seva primera setmana d'estrena al Regne Unit, va ser la pel·lícula més taquillera, superant la recaptació de la pel·lícula de Will Smith Enemy of the State. Insurrection va gaudir d'un període de dues setmanes al capdamunt de la taquilla del Regne Unit i finalment va recaptar 7.429.398 lliures, aproximadament el mateix que Generations. Va arribar a recaptar 70.187.658 dòlars als EUA i 47.612.342 dòlars en altres països, per un total de 117.800.000 dòlars a tot el món amb un pressupost de 70 milions de dòlars. Va ser la primera pel·lícula de «Star Trek» que es va promocionar a través del lloc web oficial, que en aquell moment es deia « "Star Trek Continuum" at the time. Després de l'èxit de la pel·lícula, Rick Berman va dir que volia estrenar la següent pel·lícula de la sèrie tres anys després d'"Insurrection". Fent referència a  2001: una odissea de l'espai de Stanley Kubrick, va dir: "La idea d'estrenar una pel·lícula de ciència-ficció l'any 2001 és molt seductora."

### Resposta de la crítica
La resposta de la crítica a "Insurrection" va ser mixta. El lloc web d'agregació de crítiques Rotten Tomatoes va donar a la pel·lícula una puntuació del 55% basada en 67 crítiques, amb un consens dels crítics que "Tot i que no és terrible, el ritme lent d' "Insurrection" es reprodueix com un episodi extens de la sèrie de televisió". A Metacritic la pel·lícula té una puntuació de 64 sobre 100, basada en les ressenyes de 19 crítics, cosa que indica "crítiques generalment favorables". El públic enquestat per CinemaScore va donar a la pel·lícula una qualificació de B+.
El Los Angeles Daily News va dir que la pel·lícula tenia "l'esquelet d'una d'aquelles al·legories polítiques pseudofilosòfiques que Trek sempre ha fet de manera tan entretinguda. Però la pel·lícula les fa malbé". Va elogiar la direcció de Jonathan Frakes i els efectes especials generats per ordinador i va donar a la pel·lícula dues estrelles i mitja en general. El Daily Herald també va donar a la pel·lícula dues estrelles i mitja, descrivint-la com una pel·lícula "ben feta" amb una trama "reduïda a les seves arrels televisives", i va criticar el romanç "frívol" entre Riker i Troi. The Washington Times va donar a la pel·lícula una estrella i mitja, dient que era "consistentment precipitada i lenta en l'absorció", i que hi havia "confusió desgavellada durant les escenes culminants".
L'escocès Daily Record va elogiar F. Murray Abraham i va descriure Anthony Zerbe com a "sempre fiable". Deia que la trama era bona, però que simplement era un episodi estès de "La nova generació", i li va donar una puntuació de sis sobre deu. El diari britànic The People també va dir que era un episodi de televisió estès.
The Independent va dir que Insurrection "mai deixa de ser familiarment alegre i antiquada", i va qualificar tota la franquícia cinematogràfica de Star Trek de "passada de moda". The Washington Post també va qualificar la pel·lícula de passada de moda, però "en el millor sentit de la paraula", i va dir que la pel·lícula va fer el que el "metge – fer que Dr. 'Bones' McCoy – ho ordenés". El periodista britànic Simon Rose, que escrivia per a The Daily Mirror va ser més crític amb la pel·lícula, dient que no havia aconseguit trencar la maledicció de les pel·lícules senars de Star Trek, i que era "feble", "moribunda" i "tediosa". Tanmateix, Josh Spiegel escrivint per The Buffalo News va dir que  Insurrection trencava el regle de les pel·lícules senars. Més crítiques van venir del Birmingham Evening Mail, que va dir que era "una forma d'entreteniment per a adults equivalent als Teletubbies per a nadons", i que hi havia "molta repetició, cares elàstiques, diàlegs en galimaties, personatges saltant amunt i avall amb vestits divertits i alguns efectes molt bàsics". El crític va donar a la pel·lícula dues estrelles per als fans i cap per als no fans. A Folklore/Cinema: Popular Film as Vernacular Culture, les accions de Data i les del nen Ba'ku, Artim, a "Insurrection" es veu com "un motiu de metamorfosi on un nen esdevé semblant a un ordinador i un ordinador/androide esdevé més semblant a un infant". Data específicament "és una metàfora per a un nen que busca entendre què significa ser humà i després, com el conill de vellut, desitja convertir-se en algú. Des d'enfrontar-se al seu pare i al seu germà malvat fins a trobar la seva mare, Data també representa el potencial que tots portem dins per buscar una humanitat més plena".

### Reconeixements
La pel·lícula va ser nominada al Premi Saturn a la millor pel·lícula de ciència-ficció als 25è Premis Saturn; el premi va ser compartit per Armageddon i Dark City. El 1999, va ser nominada al Premi Hugo a la millor presentació dramàtica, que va ser per a The Truman Show. Va ser nominada a Millor Pel·lícula Familiar: Drama als 20ns Premis Joves en Cinema i va guanyar el premi individual a la Millor Interpretació en un Pel·lícula: Jove Actor Secundari per a Michael Welch.

## Mitjans domèstics
La primera versió domèstica de la pel·lícula es va fer simultàniament en VHS, Laserdisc i DVD l'11 de maig de 1999 als Estats Units, i fora dels EUA en VHS més tard aquell mateix any. La pel·lícula es va estrenar el 5 de juny de 2000 al Regne Unit i va ser un dels primers títols publicats en DVD per Paramount Home Entertainment International a Europa i Japó.
L'any 2000 es va publicar un videojoc que seguia els esdeveniments d' "Insurrection". Titulat "Star Trek: Hidden Evil", l'acció transcorre nou mesos després dels esdeveniments descrits a la pel·lícula. En la seva narrativa, s'ha creat una colònia Son'a a Ba'ku i es fa una descoberta arqueològica que comparteix similituds amb l'episodi "La recerca" de "La nova generació". El joc va ser desenvolupat per Presto Studios i publicat per Activision.
Un conjunt de dos discs "Special Collector's Edition" de Insurrection es va publicar el 2005 al mateix temps que les tres altres pel·lícules de La nova generació i la quarta temporada de Star Trek: Enterprise, marcant la primera vegada que totes les pel·lícules i episodis de la franquícia estaven disponibles en vídeo domèstic. La pel·lícula es va presentar amb les mateixes especificacions tècniques que l'edició anterior i una nova banda sonora en DTS, però es va enviar sense comentaris d'àudio. El DVD inclou una pista de text de Michael i Denise Okuda que proporciona curiositats sobre la producció i dades rellevants sobre l'univers Star Trek. El segon disc conté sis vídeos del "making-of", incloent-hi un sobre la construcció del poble Ba'ku i un altre sobre els dissenys de maquillatge de Michael Westmore per a la pel·lícula.
Com a part d'una col·lecció de pel·lícules de Star Trek: La nova generació, Insurrection es va publicar en Blu-ray i DVD el 22 de setembre de 2009. La transferència de Blu-ray es presenta en alta definició 1080p millorada per a televisors de pantalla ampla i inclou àudio Dolby TrueHD 5.1 en anglès, francès i castellà. El llançament també conté reportatges "Creating the Illusion" i nous comentaris de Jonathan Frakes i Marina Sirtis. Els quatre llargmetratges de La nova generació es van estrenar en Ultra HD Blu-ray el 4 d'abril de 2023, en formats independents i recopilatoris.